# Matadi (distrikt i Kongostaten)
Matadi var ett distrikt i Kongostaten.
I huvudorten Matadi fanns startpunkten för järnvägen till Stanley Pool, territoriell domstol, militärdomstol, post- och telegrafkontor, tullstation, notariat, folkbokföringskontor, medicinsk station, katolsk och protestantisk mission, faktorier.

## Andra orter i distriktet
- Kinkanda, sjukhus tillhörigt järnvägsbolaget.
- Gangila
- Palabala
- Kongo da Lemba
- Vivi
- Isangila
- Vunga, protestantiska missioner.
- Fuka Fuka, faktorier med mera.